# Список астероїдів (21001—21100)
| Назва                                   | Тимчасове позначення | Дата відкриття    | Місце відкриття                 | Відкривач                            |
| --------------------------------------- | -------------------- | ----------------- | ------------------------------- | ------------------------------------ |
| 21001 Trogrlic                          | 1987 GF              | 1 квітня 1987     | Паломарська обсерваторія        | Ален Морі                            |
| (21002) 1987 QU7                        | 1987 QU7             | 29 серпня 1987    | Обсерваторія Ла-Сілья           | Ерік Вальтер Ельст                   |
| (21003) 1987 YV1                        | 1987 YV1             | 17 грудня 1987    | Обсерваторія Ла-Сілья           | Ерік Вальтер Ельст, Ґвідо Пізарро    |
| (21004) 1988 BM4                        | 1988 BM4             | 22 січня 1988     | Обсерваторія Ла-Сілья           | Анрі Дебеонь                         |
| (21005) 1988 BF5                        | 1988 BF5             | 28 січня 1988     | Обсерваторія Сайдинг-Спрінг     | Роберт Макнот                        |
| (21006) 1988 DG2                        | 1988 DG2             | 17 лютого 1988    | Обсерваторія Ла-Сілья           | Ерік Вальтер Ельст                   |
| (21007) 1988 FD3                        | 1988 FD3             | 19 березня 1988   | Обсерваторія Ла-Сілья           | В. Феррері                           |
| (21008) 1988 PE                         | 1988 PE              | 9 серпня 1988     | Паломарська обсерваторія        | Е. Гелін                             |
| (21009) 1988 PN1                        | 1988 PN1             | 12 серпня 1988    | Обсерваторія Верхнього Провансу | Ерік Вальтер Ельст                   |
| 21010 Кішон (Kishon)                    | 1988 PL2             | 13 серпня 1988    | Обсерваторія Карла Шварцшильда  | Ф. Бернґен                           |
| (21011) 1988 RP4                        | 1988 RP4             | 1 вересня 1988    | Обсерваторія Ла-Сілья           | Анрі Дебеонь                         |
| (21012) 1988 RU9                        | 1988 RU9             | 8 вересня 1988    | Обсерваторія Ла-Сілья           | Анрі Дебеонь                         |
| (21013) 1988 RW10                       | 1988 RW10            | 14 вересня 1988   | Обсерваторія Серро Тололо       | Ш. Дж. Бас                           |
| 21014 Дайсі (Daishi)                    | 1988 TS1             | 13 жовтня 1988    | Обсерваторія Ґейсей             | Тсутому Секі                         |
| (21015) 1988 UF                         | 1988 UF              | 16 жовтня 1988    | Обсерваторія Кітамі             | Тецуя Фудзі, Кадзуро Ватанабе        |
| 21016 Міядзавасейроку (Miyazawaseiroku) | 1988 VA              | 2 листопада 1988  | Обсерваторія Ґейсей             | Тсутому Секі                         |
| (21017) 1988 VP                         | 1988 VP              | 3 листопада 1988  | Обсерваторія Йорії              | Масару Араї, Хіроші Морі             |
| (21018) 1988 VV1                        | 1988 VV1             | 2 листопада 1988  | Обсерваторія Ґекко              | Йошіакі Ошіма                        |
| (21019) 1988 VC2                        | 1988 VC2             | 2 листопада 1988  | Обсерваторія Кушіро             | Сейджі Уеда, Хіроші Канеда           |
| (21020) 1988 VH2                        | 1988 VH2             | 8 листопада 1988  | Окутама                         | Цуному Хіокі, Нобухіро Кавасато      |
| (21021) 1988 XL2                        | 1988 XL2             | 7 грудня 1988     | Обсерваторія Ґекко              | Йошіакі Ошіма                        |
| 21022 Іке (Ike)                         | 1989 CR              | 2 лютого 1989     | Обсерваторія Ґейсей             | Тсутому Секі                         |
| (21023) 1989 DK                         | 1989 DK              | 28 лютого 1989    | Обсерваторія Ла-Сілья           | Анрі Дебеонь                         |
| (21024) 1989 GD3                        | 1989 GD3             | 3 квітня 1989     | Обсерваторія Ла-Сілья           | Ерік Вальтер Ельст                   |
| (21025) 1989 SL2                        | 1989 SL2             | 26 вересня 1989   | Обсерваторія Ла-Сілья           | Ерік Вальтер Ельст                   |
| (21026) 1989 SE4                        | 1989 SE4             | 26 вересня 1989   | Обсерваторія Ла-Сілья           | Ерік Вальтер Ельст                   |
| (21027) 1989 SR5                        | 1989 SR5             | 28 вересня 1989   | Обсерваторія Ла-Сілья           | Ерік Вальтер Ельст                   |
| (21028) 1989 TO                         | 1989 TO              | 4 жовтня 1989     | Паломарська обсерваторія        | Е. Гелін                             |
| 21029 Adorno                            | 1989 TA6             | 7 жовтня 1989     | Обсерваторія Ла-Сілья           | Ерік Вальтер Ельст                   |
| (21030) 1989 TZ11                       | 1989 TZ11            | 2 жовтня 1989     | Обсерваторія Серро Тололо       | Ш. Дж. Бас                           |
| (21031) 1989 TO15                       | 1989 TO15            | 3 жовтня 1989     | Обсерваторія Ла-Сілья           | Анрі Дебеонь                         |
| (21032) 1989 TN16                       | 1989 TN16            | 4 жовтня 1989     | Обсерваторія Ла-Сілья           | Анрі Дебеонь                         |
| (21033) 1989 UM                         | 1989 UM              | 21 жовтня 1989    | Обсерваторія Кітамі             | Кін Ендате, Кадзуро Ватанабе         |
| (21034) 1989 WB3                        | 1989 WB3             | 25 листопада 1989 | Обсерваторія Ґекко              | Йошіакі Ошіма                        |
| 21035 Iwabu                             | 1990 AE              | 1 січня 1990      | Обсерваторія Кітамі             | Кін Ендате, Кадзуро Ватанабе         |
| 21036 Nakamurayoshi                     | 1990 BA2             | 30 січня 1990     | Обсерваторія Кушіро             | Масанорі Мацумаяма, Кадзуро Ватанабе |
| (21037) 1990 EB                         | 1990 EB              | 4 березня 1990    | Обсерваторія Дінік              | Ацуші Суґіе                          |
| (21038) 1990 EP3                        | 1990 EP3             | 2 березня 1990    | Обсерваторія Ла-Сілья           | Ерік Вальтер Ельст                   |
| (21039) 1990 ES4                        | 1990 ES4             | 2 березня 1990    | Обсерваторія Ла-Сілья           | Ерік Вальтер Ельст                   |
| (21040) 1990 OZ                         | 1990 OZ              | 20 липня 1990     | Паломарська обсерваторія        | Е. Гелін                             |
| (21041) 1990 QO1                        | 1990 QO1             | 22 серпня 1990    | Паломарська обсерваторія        | Генрі Гольт                          |
| (21042) 1990 QT7                        | 1990 QT7             | 16 серпня 1990    | Обсерваторія Ла-Сілья           | Ерік Вальтер Ельст                   |
| (21043) 1990 RT2                        | 1990 RT2             | 15 вересня 1990   | Паломарська обсерваторія        | Генрі Гольт                          |
| (21044) 1990 SE1                        | 1990 SE1             | 16 вересня 1990   | Паломарська обсерваторія        | Генрі Гольт                          |
| (21045) 1990 SQ1                        | 1990 SQ1             | 18 вересня 1990   | Паломарська обсерваторія        | Генрі Гольт                          |
| (21046) 1990 SH3                        | 1990 SH3             | 18 вересня 1990   | Паломарська обсерваторія        | Генрі Гольт                          |
| 21047 Годієрна (Hodierna)               | 1990 SE5             | 22 вересня 1990   | Обсерваторія Ла-Сілья           | Ерік Вальтер Ельст                   |
| (21048) 1990 SV9                        | 1990 SV9             | 22 вересня 1990   | Обсерваторія Ла-Сілья           | Ерік Вальтер Ельст                   |
| (21049) 1990 SU16                       | 1990 SU16            | 17 вересня 1990   | Паломарська обсерваторія        | Генрі Гольт                          |
| 21050 Бек (Beck)                        | 1990 TG2             | 10 жовтня 1990    | Обсерваторія Карла Шварцшильда  | Лутц Шмадель, Ф. Бернґен             |
| (21051) 1990 UM                         | 1990 UM              | 20 жовтня 1990    | Обсерваторія Ніхондайра         | Такеші Урата                         |
| (21052) 1990 UG5                        | 1990 UG5             | 16 жовтня 1990    | Обсерваторія Ла-Сілья           | Ерік Вальтер Ельст                   |
| (21053) 1990 VE                         | 1990 VE              | 10 листопада 1990 | Станція JCPM Якіїмо             | Акіра Наторі, Такеші Урата           |
| (21054) 1990 VL5                        | 1990 VL5             | 15 листопада 1990 | Обсерваторія Ла-Сілья           | Ерік Вальтер Ельст                   |
| (21055) 1990 YR                         | 1990 YR              | 23 грудня 1990    | Окутама                         | Цуному Хіокі, Шудзі Хаякава          |
| (21056) 1991 CA1                        | 1991 CA1             | 14 лютого 1991    | Паломарська обсерваторія        | Е. Гелін                             |
| (21057) 1991 GJ8                        | 1991 GJ8             | 8 квітня 1991     | Обсерваторія Ла-Сілья           | Ерік Вальтер Ельст                   |
| (21058) 1991 GF9                        | 1991 GF9             | 10 квітня 1991    | Обсерваторія Ла-Сілья           | Ерік Вальтер Ельст                   |
| 21059 Пендерецький (Penderecki)         | 1991 GR10            | 9 квітня 1991     | Обсерваторія Карла Шварцшильда  | Ф. Бернґен                           |
| (21060) 1991 JC                         | 1991 JC              | 2 травня 1991     | Обсерваторія Ніхондайра         | Такеші Урата                         |
| (21061) 1991 JD                         | 1991 JD              | 3 травня 1991     | Обсерваторія Ніхондайра         | Такеші Урата                         |
| 21062 Яскі (Iasky)                      | 1991 JW1             | 13 травня 1991    | Паломарська обсерваторія        | Керолін Шумейкер, Юджин Шумейкер     |
| (21063) 1991 JC2                        | 1991 JC2             | 8 травня 1991     | Обсерваторія Сайдинг-Спрінг     | Роберт Макнот                        |
| 21064 Янлівей (Yangliwei)               | 1991 LY1             | 6 червня 1991     | Обсерваторія Ла-Сілья           | Ерік Вальтер Ельст                   |
| 21065 Jamesmelka                        | 1991 NM              | 10 липня 1991     | Паломарська обсерваторія        | Е. Гелін                             |
| (21066) 1991 NG5                        | 1991 NG5             | 10 липня 1991     | Обсерваторія Ла-Сілья           | Анрі Дебеонь                         |
| (21067) 1991 PY1                        | 1991 PY1             | 2 серпня 1991     | Обсерваторія Ла-Сілья           | Ерік Вальтер Ельст                   |
| (21068) 1991 PL2                        | 1991 PL2             | 2 серпня 1991     | Обсерваторія Ла-Сілья           | Ерік Вальтер Ельст                   |
| (21069) 1991 PY3                        | 1991 PY3             | 3 серпня 1991     | Обсерваторія Ла-Сілья           | Ерік Вальтер Ельст                   |
| (21070) 1991 PD6                        | 1991 PD6             | 6 серпня 1991     | Обсерваторія Ла-Сілья           | Ерік Вальтер Ельст                   |
| (21071) 1991 PE7                        | 1991 PE7             | 6 серпня 1991     | Обсерваторія Ла-Сілья           | Ерік Вальтер Ельст                   |
| (21072) 1991 PU8                        | 1991 PU8             | 5 серпня 1991     | Паломарська обсерваторія        | Генрі Гольт                          |
| 21073 Darksky                           | 1991 RE              | 4 вересня 1991    | Обсерваторія Сайдинг-Спрінг     | Роберт Макнот                        |
| 21074 Рюґен (Rugen)                     | 1991 RA4             | 12 вересня 1991   | Обсерваторія Карла Шварцшильда  | Ф. Бернґен, Лутц Шмадель             |
| 21075 Гойсінгер (Heussinger)            | 1991 RF4             | 12 вересня 1991   | Обсерваторія Карла Шварцшильда  | Лутц Шмадель, Ф. Бернґен             |
| 21076 Кокошка (Kokoschka)               | 1991 RG4             | 12 вересня 1991   | Обсерваторія Карла Шварцшильда  | Ф. Бернґен, Лутц Шмадель             |
| (21077) 1991 RG14                       | 1991 RG14            | 13 вересня 1991   | Паломарська обсерваторія        | Генрі Гольт                          |
| (21078) 1991 RR16                       | 1991 RR16            | 15 вересня 1991   | Паломарська обсерваторія        | Генрі Гольт                          |
| (21079) 1991 RR17                       | 1991 RR17            | 11 вересня 1991   | Паломарська обсерваторія        | Генрі Гольт                          |
| (21080) 1991 RD18                       | 1991 RD18            | 13 вересня 1991   | Паломарська обсерваторія        | Генрі Гольт                          |
| (21081) 1991 RC19                       | 1991 RC19            | 14 вересня 1991   | Паломарська обсерваторія        | Генрі Гольт                          |
| 21082 Араїмасару (Araimasaru)           | 1991 TG2             | 13 жовтня 1991    | Окутама                         | Цуному Хіокі, Шудзі Хаякава          |
| (21083) 1991 TH14                       | 1991 TH14            | 2 жовтня 1991     | Паломарська обсерваторія        | С. де Сен-Енян                       |
| (21084) 1991 UV3                        | 1991 UV3             | 31 жовтня 1991    | Обсерваторія Кушіро             | Сейджі Уеда, Хіроші Канеда           |
| (21085) 1991 UL4                        | 1991 UL4             | 18 жовтня 1991    | Обсерваторія Кушіро             | Сейджі Уеда, Хіроші Канеда           |
| (21086) 1992 AO1                        | 1992 AO1             | 10 січня 1992     | Окутама                         | Цуному Хіокі, Шудзі Хаякава          |
| 21087 Петсімпаллас (Petsimpallas)       | 1992 BH2             | 30 січня 1992     | Обсерваторія Ла-Сілья           | Ерік Вальтер Ельст                   |
| 21088 Chelyabinsk                       | 1992 BL2             | 30 січня 1992     | Обсерваторія Ла-Сілья           | Ерік Вальтер Ельст                   |
| 21089 Мотідзукі (Mochizuki)             | 1992 CQ              | 8 лютого 1992     | Обсерваторія Ґейсей             | Тсутому Секі                         |
| (21090) 1992 DZ6                        | 1992 DZ6             | 29 лютого 1992    | Обсерваторія Ла-Сілья           | UESAC                                |
| (21091) 1992 DK8                        | 1992 DK8             | 29 лютого 1992    | Обсерваторія Ла-Сілья           | UESAC                                |
| (21092) 1992 EJ6                        | 1992 EJ6             | 1 березня 1992    | Обсерваторія Ла-Сілья           | UESAC                                |
| (21093) 1992 EK6                        | 1992 EK6             | 1 березня 1992    | Обсерваторія Ла-Сілья           | UESAC                                |
| (21094) 1992 EP7                        | 1992 EP7             | 1 березня 1992    | Обсерваторія Ла-Сілья           | UESAC                                |
| (21095) 1992 EG11                       | 1992 EG11            | 6 березня 1992    | Обсерваторія Ла-Сілья           | UESAC                                |
| (21096) 1992 EZ11                       | 1992 EZ11            | 6 березня 1992    | Обсерваторія Ла-Сілья           | UESAC                                |
| (21097) 1992 ER25                       | 1992 ER25            | 8 березня 1992    | Обсерваторія Ла-Сілья           | UESAC                                |
| (21098) 1992 EB27                       | 1992 EB27            | 2 березня 1992    | Обсерваторія Ла-Сілья           | UESAC                                |
| (21099) 1992 GM2                        | 1992 GM2             | 4 квітня 1992     | Обсерваторія Ла-Сілья           | Ерік Вальтер Ельст                   |
| (21100) 1992 OB                         | 1992 OB              | 26 липня 1992     | Обсерваторія Сайдинг-Спрінг     | Роберт Макнот                        |

| ← Астероїди 20001—30000 → |             |             |             |             |             |             |             |             |             |
| 20001—20100               | 21001—21100 | 22001—22100 | 23001—23100 | 24001—24100 | 25001—25100 | 26001—26100 | 27001—27100 | 28001—28100 | 29001—29100 |
| 20101—20200               | 21101—21200 | 22101—22200 | 23101—23200 | 24101—24200 | 25101—25200 | 26101—26200 | 27101—27200 | 28101—28200 | 29101—29200 |
| 20201—20300               | 21201—21300 | 22201—22300 | 23201—23300 | 24201—24300 | 25201—25300 | 26201—26300 | 27201—27300 | 28201—28300 | 29201—29300 |
| 20301—20400               | 21301—21400 | 22301—22400 | 23301—23400 | 24301—24400 | 25301—25400 | 26301—26400 | 27301—27400 | 28301—28400 | 29301—29400 |
| 20401—20500               | 21401—21500 | 22401—22500 | 23401—23500 | 24401—24500 | 25401—25500 | 26401—26500 | 27401—27500 | 28401—28500 | 29401—29500 |
| 20501—20600               | 21501—21600 | 22501—22600 | 23501—23600 | 24501—24600 | 25501—25600 | 26501—26600 | 27501—27600 | 28501—28600 | 29501—29600 |
| 20601—20700               | 21601—21700 | 22601—22700 | 23601—23700 | 24601—24700 | 25601—25700 | 26601—26700 | 27601—27700 | 28601—28700 | 29601—29700 |
| 20701—20800               | 21701—21800 | 22701—22800 | 23701—23800 | 24701—24800 | 25701—25800 | 26701—26800 | 27701—27800 | 28701—28800 | 29701—29800 |
| 20801—20900               | 21801—21900 | 22801—22900 | 23801—23900 | 24801—24900 | 25801—25900 | 26801—26900 | 27801—27900 | 28801—28900 | 29801—29900 |
| 20901—21000               | 21901—22000 | 22901—23000 | 23901—24000 | 24901—25000 | 25901—26000 | 26901—27000 | 27901—28000 | 28901—29000 | 29901—30000 |